# Гамількар Барка
Гамількар, Гамількар Барка (Баркас, буквально — «Гамількар Блискавка» фінік. 𐤇𐤌𐤋𐤒𐤓𐤕𐤟𐤁𐤓𐤒, лат. Gamilcarus Barca; 270 (275)-228 до н. е.) — видатний карфагенський воєначальник, провідник інтересів торговельно-ремісничих кіл Карфагену, засновник роду Баркідів, що надалі виступив проти гегемонії Римської республіки у Середземномор'ї.
Як один з найвидатніших полководців Карфагену, він очолив військову кампанію в Сицилії на останньому етапі I Пунічної війни (247—241 до н. е.). Однак через хиткість військових позицій на острові та політику провідних політичних кіл карфагенської держави, Гамількар вимушений був укласти мир з Римом (241 до н. е.). З приїздом до Карфагену він був проголошений керівником карфагенських військ у придушенні повстання найманців, що в історичній літературі отримало назву Лівійської війни (241—238 до н. е.). З бажанням поширити вплив Карфагену він висадився в Іберії у 237 до н. е. Провівши ряд успішних кампаній, загинув під час нападу одного з іспанських племен у 228 до н. е.
Гамількар Барка — батько знаменитого Ганнібала, який надалі продовжив справу, започатковану Гамількаром і став одним з ініціаторів II Пунічної війни (218—201 до н. е.).

## Етимологія імені
Для карфагенян імена мали велике релігійне значення і вони надавали їх, сподіваючись на особливий захист дитини від гніву бога. Ім'я Гамількар (фінік. Ḥmlqrt) буквально мало значення «брат Мелькарта» чи від фінікійського «bdmlqrt» могло означати «служитель Мелькарта». Річард А. Габріель наводить трохи іншу трактовку («той, кому протегує Мелькарт»), однак зміст залишається тотожним. Мелькарт був тірським великим богом та небесним покровителем фінікійської експансії на Заході.
Щодо походження прізвиська Барка існує кілька версій. Згідно з першою, карфагеняни не мали прізвиськ і родових імен як римляни. Це прізвисько дали Гамількару античні автори (Полібій був одним з перших). Воно трактується як похідне від пунічного кореня «brq», що може означати блиск чи удар блискавки. Певно, це прізвисько було надано завдяки блискавичній тактиці, з якою Гамількар здобув низку перемог у Сицилії. Такі прецеденти вже зустрічалися у античній практиці: грецьке «keraunos» додавалося до родових імен воєначальників Александра Македонського. За другою версією, припускається, що прізвисько було родовим.

## Життєпис

### Походження
Рід Гамількара належав до вищої карфагенської аристократії та, певно, виводив свій початок від легендарної засновниці міста Елісси. Сілій Італік у своїй поезії виводить рід Баркідів від легендарного Бела — батька Дідони в «Енеїді». Вчені ототожнюють його з тірським царем Баалом VII ст. до н. е., хоча слово «баал» схоже на семітське шанобливе звертання до чоловіка.
На користь аристократичного походження також свідчить сам факт обрання Гамількара на вищий командний пост у 247 до н. е. та залучення малолітніх Ганнібала і його брата до походу в Іспанію. Як виходець з військової аристократії, Гамількар розраховував, що сини підуть його слідами, тож для отримання військового досвіду батько змалку сприяв їхній прямій участі в бойових діях.
Про його батьків не відомо нічого, окрім імені батька — Ганнібал.
У античних джерелах Гамількар згадується в 247 до н. е. як дуже молода людина. Однак, відомо, що на той час він мав вже двох чи трьох дочок, дві з яких досягли шлюбного віку. З цього виходить, що вони народилися не пізніше 255—252 до н. е., а Гамількар одружився приблизно у 256 до н. е. Все це дає підстави припускати, що на час його призначення головнокомандувачем військ у Сицилії, йому було тридцять і більше років. Тоді малася на увазі молодість не абсолютна, а у порівнянні з колегами та оточенням. Іншу думку знаходимо у Крип'якевича, який пише, що «друга партія, що спиралася на військо й молодь, уважала поступки супроти римлян ганьбою для Карфагена…, у 237 році карфагенський сенат віддав провід… Гамількарові, що стояв на чолі воєнної партії.», тобто в цьому контексті «молодість» Гамількара пов'язана з його політичною орієнтацією.

### Участь у Першій Пунічній війні
У 247 до н. е. призначений командуючим флоту в Сицилії. У той же час пунійцями під проводом Ганнона був розвернутий успішний наступ проти нумідійських племен. В Іспанії, навпаки, карфагенці втратили всі підвладні території, окрім фінікійських міст на узбережжі.
Тим часом, Гамількар здійснив спустошливі набіги на південне узбережжя Італії, зокрема на Локри Епізефірські та Брутіум. Серед основних цілей цих набігів було відвернення уваги римлян від Сицилійського фронту дій, демонстрація могутності карфагенського флоту та захоплення військовополонених для обміну. У цьому поході Гамількар також переконався у тому, що армії бракує добре навченої піхоти. Барка реорганізував армію та підвищив загальну дисципліну.
Основні зусилля були зосереджені на Сицилії, де Гамількар зайняв область між Еріксом та Панормом, що мала назву «на Герктах». Її стратегічне розташування у деталях описує Полібій. Круті схили робили гору неприступною, біля підніжжя була гавань, що забезпечувала вихід в море та зв'язок з зовнішнім світом, а до місцевості вели лише три важкодоступні шляхи. Більш того, вона була увінчана своєрідною вежею-донжоном, яка була досить зручною для оборонних дій. Більшість з дослідників ототожнюють цю гору з Монте Пеллегрино, однак географія, описана Полібієм, більш нагадує Монте Кастелаччо.
Спираючись на базу, Гамількар постійно здійснював набіги на південні області Італії. Коли римляни створили свою базу неподалеку від Панорма, з розрахунком скувати противника, він три роки вів з ними запеклу боротьбу. Полібій порівняв дії ворогуючих з кулачними бійцями, що завдають один одному ударів, але за ними важко спостерігати з боку. У 244 до н. е. карфагенянам вдалося захопити місто Ерікс та взяти в осаду римський табір на цій горі. Однак осада затягнулася і Гамількар втратив військову ініціативу. Боротьба вже йшла на виснаження. Вчені висловлюють думку, що полководець був пов'язаний власною базою, що була придатною для ведення оборонних, а не наступальних дій, тому з певного часу це заважало розвивати успіх. За влучним висловом Родіонова, карфагеняни виграли у тактиці, але програли у стратегії.
У цих умовах римляни знову побудували флот і вивели армаду в море під проводом консула Гая Лутація Катула. Він захопив гавань Дрепана, взяв його в «правильну» облогу, а також блокував з моря Лілібей. Карфаген сформував свою ескадру під проводом Ганнона, більшість флотилії складали важко навантажені кораблі. У планах було підійти до Еріксу, розвантажити кораблі, взяти найкращих найманців, а також Гамількара, та дати бій римлянам. Однак Катул, скориставшись перевагою у маневреності, дав бій флотилії біля Егатських островів, завдавши Ганнону нищівної поразки. Таким чином, Гамількар Барка виявився відрізаним від Карфагену.
Гамількар отримав надзвичайні повноваження для того, щоб укласти мирну угоду. Він одразу послав послів до Г. Лутація Катула. Як пише Полібій, той «радісно» прийняв пропозицію. Під час перемов Катул вимагав навіть того, щоб карфагеняни залишили Сицилію роззброєними. Гамількар пом′якшив ці умови і пунійські війська отримали можливість евакуюватися з острова, сплативши викуп — 18 денаріїв за людину. Основні умови угоди зводилися до наступного: Сицилія передавалася Риму, пунійцям було заборонено воювати проти Гієрона, вони повинні були видати всіх військовополонених та сплатити дві тисячі двісті евбейських талантів. Державні карфагенські військовополонені були видані римлянами даром, а у викупі приватних активну участь узяла римська казна. М'яка форма договору призвела до того, що з Риму приїхала спеціальна комісія у складі десяти чоловік. Однак результати її роботи були скромними: контрибуція була збільшена та карфагенян зобов'язали покинути всі острови між Італією та Сицилією. Гамількар вивів підпорядковані йому війська у Лілібей та склав свої повноваження.

### Повстання найманців

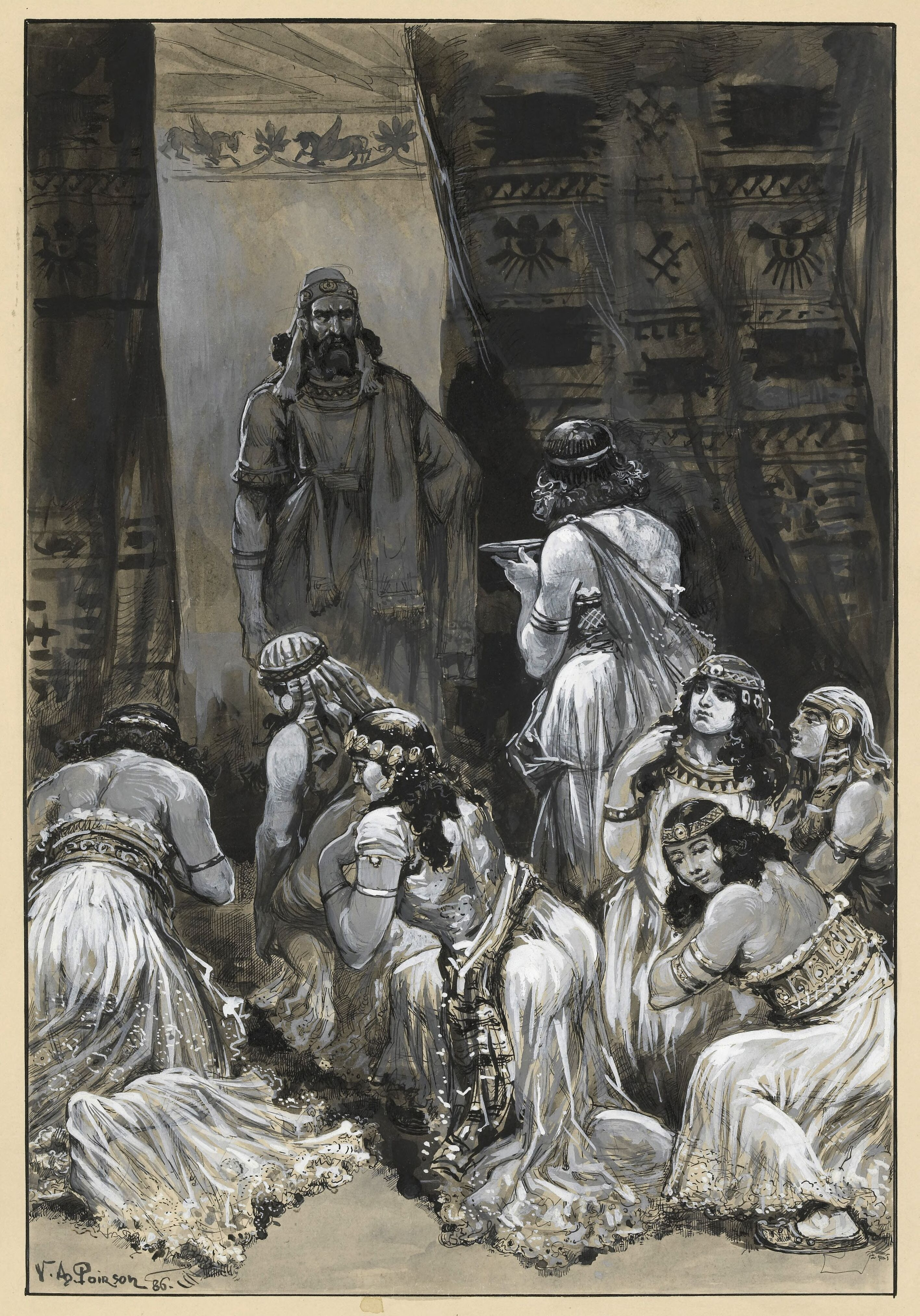
Гамількар та його дочка Саламбо (ілюстрація до роману Г. Флобера «Саламбо»)

В науковій літературі побутує також назва Лівійська війна.
Одною з причин цієї війни стала недалекоглядна політика карфагенських правлячих кіл. Переправою найманих військ з Сицилії для виплати жалування зайнявся комендант Лілібею Гісгон. Він відправляв війська невеликими партіями і через певні проміжки часу, щоб керівництво одразу могло виплачувати їм винагороду і відпускати додому. Вирішивши примусити найманців відмовитися від частини жалування, карфагенський уряд зібрав їх у Карфагені. Це призвело до зростання кількості злочинів у місті, тому найманців відіслали у Сікку, що розташовувалася на південь від Карфагену. Дослідники вважають, що цей пункт був би зручним також для локалізації повстання та його придушення, якщо Карфаген мав би достатні військові контингенти. Найманцям було наказано переїжджати у Сікку з родинами та всім майном. При цьому їм видали певну суму на найнеобхідніше.
У таборі вони поводились достатньо спокійно. Згодом до них прибув командуючий карфагенською Лівією Ганнон та попросив відмовитися від частини жалування, пояснюючи це важкою ситуацією Карфагену. У таборі почалося хвилювання, яке підігрівалося ще й різномовністю найманців, які іноді просто не розуміли пунійської мови. Найманці перейшли до Тунету, що був лише у трьох милях від Карфагену. Щоб ліквідувати потенційну загрозу, карфагенській верхівці довелося йти на будь-які вимоги: у таборі торгівля відбувалася за цінами, встановленими найманцями; була відшкодована вартість коней, що загинули під час кампанії; компенсувався не отриманий до кінця хлібний пайок за високими розцінками. Для ведення переговорів після відкидання кандидатури Гамількара, був обраний Гісгон. Прибувши, він почав роздавати жалування найманцям. Провокаторами подальших заворушень стали кампанійський раб Спендій та лівієць Матос. Спендій був римським рабом-утікачем, який боявся перспективи видачі римлянам та вірної смерті під тортурами, Матос, як лівієць та головний організатор, також боявся розправи. Звертаючись до народу, Матос стверджував, що коли всі найманці підуть, карфагеняни першим ділом покарають лівійців. Підтвердило підозри й те, що Гісгон не виплачував жалування лівійцям. В результаті, коли Гісгон відмовився виплачувати гроші, його арештували та конфлікт перетворився на справжнє повстання. Закликавши лівійців до допомоги, повстанці поповнили людські та матеріальні ресурси. Зокрема, лівійські жінки віддавали навіть свої прикраси, а на допомогу прибуло близько 70 тис. воїнів.
Для придушення повстання був обраний Ганнон. У той час повстанці взяли в осаду Утіку та Гіппакрит (Гіппон Царський), що відрізало Карфаген від лівійських територій. Ганнону без проблем вдалося зняти осаду з Утіки та обернути у втечу повстанські війська. Вважаючи за непотрібне переслідування противника, він повернувся на відпочинок в Утіку, але найманці перейшли в контратаку, завдавши Ганнону нищівної поразки. Така майстерність лівійських військ пояснювалася їх досвідом з часу перебування під орудою Гамількара.
Було вирішено передати командування Гамількару Барці, який отримав у своє розпорядження 70 бойових слонів та 10 тис. найманців. До початку операції Карфаген був відрізаний від материка повстанськими військами, Матос зайняв міст через р. Баграда. Гамількар обрав для переходу гирло р. Багради, оскільки час від часу вітер наносив туди піску і можна було непомітно переправити військо на інший берег. Коли повстанці побачили, що Гамількару вдалося переправитися з військом, вони вирушив двома колонами на перехоплення. Зімітувавши відступ, Гамількар зміг виграти цей бій та захопити міст з укріпленнями. Було вбито близько 6 тис. найманців, в полон захоплено 2 тис.
Повстанці вирішили використати нову тактику, рухаючись паралельно карфагенському війську та по гірських місцевостях, щоб нівелювати користь карфагенських слонів та кінноти. Військо очолив Спендій та вождь кельтських найманців-галатів Автарит. Вони оточили Гамількара у гірській долині трьома арміями: нумідійців, лівійців та Спендія. Однак молодий знатний нумідієць Нарава уклав союз з Гамількаром і на його сторону перейшло близько 2 тис. нумідійців. Гамількар переміг у подальшій битві та дозволив повстанцям, що потрапили у полон, або вступити в його військо, або вирушити додому з умовою, що вони більше не потраплятимуть до пунійського полону.
Такий хід подій не задовільнив повстанців. Вони піддали мукам та смерті Гісгона та карфагенян, що були ними арештовані. Більш того, вони оголосили, що всі полонені карфагеняни будуть вбиватися. Це викликало відповідну реакцію Гамількара, який почав кидати полонених диким звірам. На вимогу Ради, Барка об'єднав свої сили з Ганноном, однак вони не досягли згоди і це призвело до погіршення ситуації. Рада запропонувала за рішенням солдат залишити одного командувача і був обраний Гамількар. Як стверджує Корабльов, це створило небезпечний прецедент: армія напередодні Другої пунічної війни також сама проголошувала своїх командирів.
Становище ускладнилося. Утика та Гіппакріт, які завжди були вірними Карфагену, перейшли на бік повсталих. Карфаген знову опинився в облозі, хоча цього разу становище карфагенян було значно кращим. Їхні війська перебували в тилу повсталих, при цьому до них пробився загін під проводом якогось Ганнібала, а матеріальну допомогу надали Гієрон та римляни. Пунійцям вдалося зняти облогу з міста, а повстанці вирішили застосувати попередню тактику і йшли паралельно війську Гамількара. Виснаживши їхнє військо дрібними сутичками, Гамількар розділив армію на дві частини: одна під командуванням Матоса була у Тунеті, а друга разом з Автарітом та Спендієм — у місцевості Пріон. Пріон був оточений валом та ровом, а єдиний вихід повстанцям перекрили карфагеняни. У стані обложених почався голод, з'їли навіть полонених та рабів. Врешті решт, повстанці прислали десятьох представників. Гамількар вимагав видачі десятьох, в обмін на свободу інших. Коли прибулі погодилися, Гамількар сказав, що обирає їх — все командування повсталих. Обурені війська, побачивши як схопили їх командирів, кинулись до зброї, але були розбиті пунійцями.
Гамількар розпочав облогу Тунета. Перед очима повсталих він розіп′яв Спендія. В цей же час Матосу вдалося схопити Ганнібала і після тортур він також був розіп'ятий на тому самому хресті, на якому загинув Спендій. Ситуація вимагала рішучих дій, тому рада домоглася знову об'єднання Гамількара та Ганнона. У генеральній битві, подробиці якої не відомі, Матос був взятий у полон, а повстанці розбиті. На тріумфі очільник повстання був забитий до смерті. Згодом капітулювали Утика та Гіппакрит. Так закінчилося повстання, що тривало три роки (241—238 до н. е.).

### Зміна політичної обстановки та похід в Іспанію
Одразу після закінчення Лівійської війни, прибічники партії Ганнона хотіли призвати Гамількара до суду: за одною версією через погане командування у Сицилії, за іншою — причиною стали обіцянки солдатам великих подарунків, що й призвело до Лівійської війни. Але Гамількар заручився підтримкою Гасдрубала — лідера «демократичного угрупування». Такий союз був, перш за все, обумовлений спільністю інтересів партій. Він був скріплений шлюбом доньки Гамількара з Гасдрубалом. Гасдрубал домігся не тільки виправдання Гамількара, а й доручення йому придушити повстання африканських кочівників разом з Ганноном. Як засвідчує Радіонов, популярність його настільки зросла, що він, фактично, міг діяти незалежно від Карфагенського уряду.
У 237 до н. е. висадився в Іспанії. Дослідники вважають, що сам хід подій вказує на те, що це не була особиста авантюра полководця та його прибічників, а, навпроти, прояв політики Карфагену. Необхідно було відновити втрачений за Іспанією контроль та знайти гроші на виплату римської контрибуції. Античні історики (Полібій, Тит Лівій) щиро вірили, що самим Гамількаром рухала жага реваншу. Але це аж ніяк не заважало йому бути провідником політики Карфагену у бажанні полегшити становище країни. Можливо, Гамількар і справді розглядав Іспанію як подальший плацдарм для наступу на Рим. Тоді можна навіть припустити, що Ганнібал був виконувачем плану свого батька. Хоча іншої можливості вторгнення просто не існувало — римляни захопили Сардинію, перекривши морські підступи до Італії. Політика Гамількара також схвалювалася широким громадянським загалом, який був зацікавлений у притоці багатств та підтриманні монополії морської торгівлі. Більш того, Іберія могла принести немалі економічні вигоди: гори Сьєрра-Морени були багатими на руди, порти контролювали важливі торговельні шляхи в Західну Африку та на Олов'яні острови.
Гамількар висадився у Гадесі. Подальші його дії висвітлюються по-різному. Одні вважають, що з тартессійцями (бастетанами чи бастулами), що знаходилися у тісному зв'язку з Карфагеном, було домовитися легко, а опиралися лише турдетани. Більш поширеною думкою є, що опір був наданий турдетанами та бастулами разом у союзі з кельтами. Їх очолили Істолатій та його брат. Гамількар одержав перемогу та включив до складу своєї армії 3000 військовополонених. Супротив намагалися чинити ібери кількістю 50 000 під проводом Індорта, але він втік, а вже потім потрапив до карфагенян. Його воїни були відпущені, а самого вождя осліпили та розіп'яли.
Археологічні дані свідчать про відновлення карбування срібної монети — свідоцтво реорганізації рудників Сьєрра-Морени. Гамількар постійно надсилав гроші до Карфагену, щоб зміцнити свою популярність серед плебсу, частина багатств була віддана війську та прибічникам.
Гамількар доклав зусиль, щоб закріпитися на східному узбережжі. Він заснував тут велике місто Акра Левке — «Біла фортеця» чи «Білий холм». Вважають, що це міг бути плацдарм для наступу на Рим. Стривожені карфагенськими успіхами грецькі колонії звернулися до Риму. У 231 до н. е. були надіслано посольство з вимогою пояснення своїх дій. Гамількар відповів, що він лише намагається заробити гроші для виплати римлянам контрибуції. Можливо, вже тоді були розділені сфери впливу між Карфагеном та Римом: Рим отримав території на північ від р. Ібер, а Карфаген — на південь. Для Гамількара це було дуже важливим, оскільки він не тільки не втратив свої завоювання, а ще й отримав можливість розширювати їх, не турбуючись про втручання Риму.
Гамількар поводився в Іспанії самостійно. Це пояснювалося тим, що він відчував підтримку військово-демократичної партії у Карфагені, яку він до того ж субсидіював з іспанської здобичі. Більш того, сама організація карфагенських командуючих у провінціях надавала значну самостійність: при полководці знаходилися члени сенату, що складали його раду, а воїни виконували роль народного зібрання.

### Смерть
У 229 до н. е. зайнявся облогою міста Геліка. Першопочатково його облога складалася успішно для пунійських військ, тому Гамількар вирішив відправити свої війська на зимування до Акра Левке. У цей час, цар ориссів, що був пов′язаний з Гамількаром дружніми відносинами, несподівано прийшов на поміч Геліці. В такій ситуації Гамількар наказав армії відступати. Як зазначається, серед війська було двоє його синів. Вони не хотіли розлучатися з батьком, але він прогнав їх батогом. Навряд чи така деталь правдива. Скоріш за все, Гамількар, розуміючи загрозу для синів, просто прийняв удар на себе. Його переслідували противники і на коні він скочив до бурхливої річки, де й потонув. Існує версія, що він загинув у битві з веттонами. Версію, що була запропонована одним з римських істориків приймати важко. За цим варіантом іспанці доверху навантажили свої вози хмизом, впрягли биків та оточили карфагенян. З початку це забавило пунійців, але коли хмиз підпалили, почалася страшна паніка, в якій Гамількара було вбито.

## Характеристика особистості
Якщо дійсно зображенню бога Мелькарта на одній з монет, що випускалися у Новому Карфагені, надані портретні риси Гамількара, то ми можемо судити не лише про його зовнішність, а й про певні особливості характеру, що відобразилися у зображенні. Автору вдалося передати вольовий характер, рішучість, суворість та, мабуть, жорстокість владного та гордовитого аристократа. Автор рішуче уникає таких рис як м′якість, доброта та делікатність. Навпроти, перед нами постає воїн, розважливий політичний діяч.
Антична традиція приписує Гамількару державну мудрість, зневагу до небезпеки та винятковий військовий талант. Він навіть ніколи не повідомляв про свої замисли, оскільки вони могли стати відомими ворогам через перебіжчиків та дезертирів. Він також підтримував жорстку дисципліну серед солдат.
У античних джерелах, фактично, існує дві думки, щодо постаті Гамількара. Грецька традиція, у більшості своїй, схильна оцінювати Гамількара позитивно. Полібій відзначає надзвичайну мудрість Гамількара як дипломата і військового стратега, і називає його «величним вождем того часу за розумом і хоробрістю». Діодор Сицилійський дає йому таку характеристику: «Про нього кажуть як про людину неабиякого розуму; а через те, що перевершив він усіх своїх сучасників як мужністю, так і воєнним хистом, і справді він постає як мудрий цар і як звитяжний воїн». Їх латинські колеги стриманіші. Тіт Лівій вкладає до вуст Ганнона промову щодо згубних для карфагенян дій роду Баркідів. У Аппіана ми також не знаходимо жодних схвальних характеристик Гамількара, тим більше, лише у нього зберігся варіант загибелі Барки, що виставляє його у дещо комічному вигляді. Сприятливіше до Гамількара ставиться Корнелій Непот.
Гамількар виділявся серед карфагенян свого віку військово-політичною мудрістю та глибоким патріотизмом; в цих якостях він перевершений тільки сином Ганнібалом.

## Родина
Нічого невідомо про дружину Гамількара. На момент його обрання командувачем у Сицилії у нього вже було три доньки, але ми не знаємо їх імен та віку. Відомо тільки, що вже в 238 до н. е. одна з них була одружена з Бомількаром і вже мала сина Ганнона, котрий, як пише Аппіан, командував одним із загонів кінноти у 218 до н. е. Від 215 до 212 р до н. е. Бомількар був одним з карфагенських флотоводців. Інша донька (Сапонібал) була одружена з представником демократичної партії Гасдрубалом, який був активним учасником Іберійського походу Гамількара. Третя та наймолодша, ймовірно, була одружена з нумідійським принцом Наравасом (Наравою).
Вважається, що старший син Ганнібал народився близько 247 до н. е., у 244 до н. е. народився Гасдрубал, а у 240—239 до н. е. — Магон. Своїх синів Гамількар виховував у дусі еллінізму (він навчив їх грецької мови, літератури та вмінню писати по-грецьки), попри давній закон, який забороняв вивчати грецьку мову. Можливо, Гамількар цією акцією хотів підкреслити бажання ввести Карфаген у елліністичний світ та забезпечити підтримку греків у майбутній війні з римськими «варварами».
Своїх синів Гамількар виховав в дусі ненависті до Риму. У античних істориків добре збереглася легенда про присягу, яку дав Ганнібал своєму батьку перед походом в Іберію. Потім Ганнібал розповів про цю клятву Антіоху ІІІ, коли його запідозрили у зраді.

## Гамількар у літературі
Гамількар є персонажем роману Гюстава Флобера «Саламбо» і поеми Роджера Кейсмента «Гамількар Барка».